# Vernietiging van Ierse landhuizen

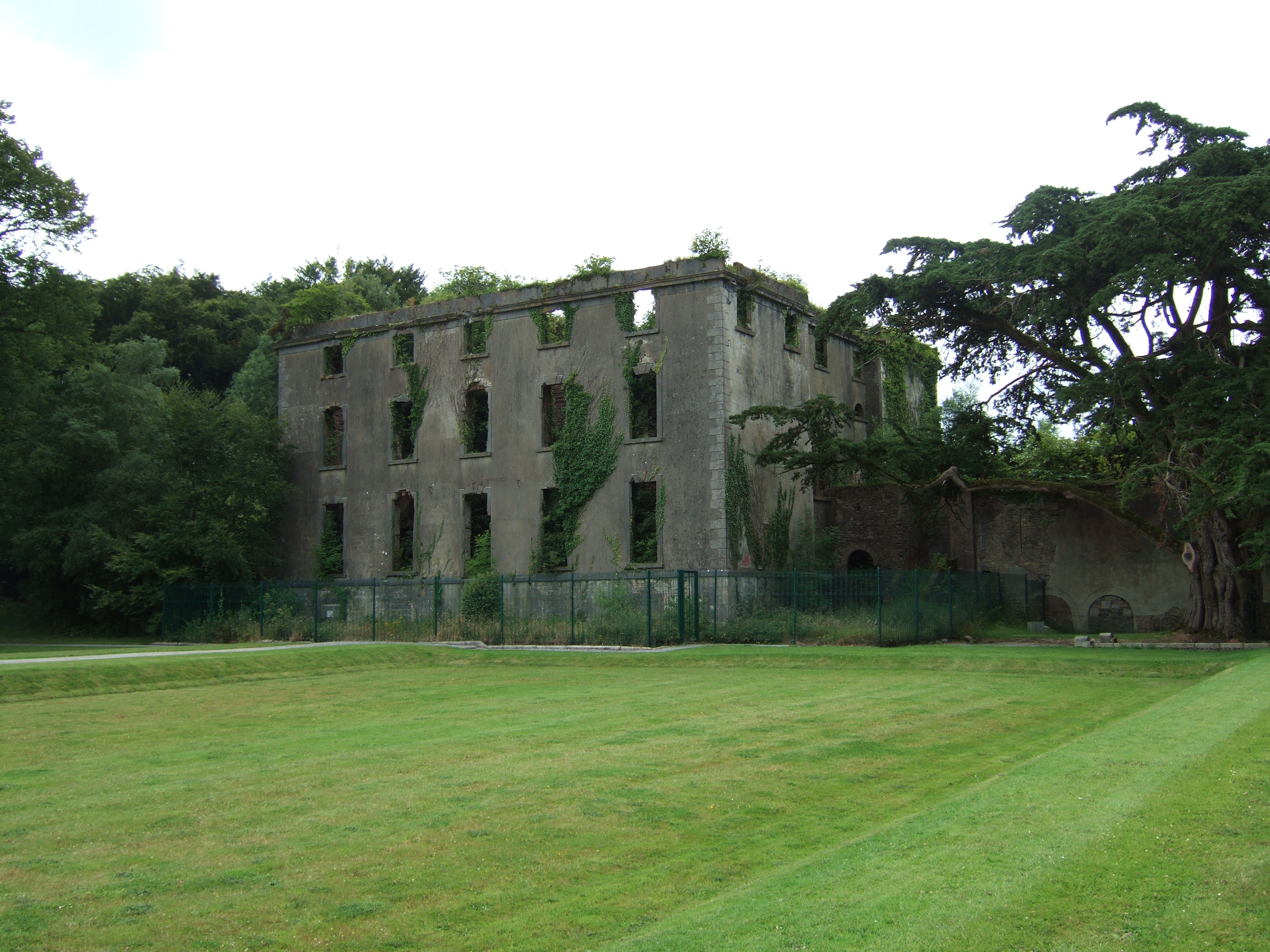
De ruïnes van Woodstock House in County Kilkenny, dat op 2 juli 1922 tijdens de burgeroorlog werd verwoest.

De vernietiging van Ierse landhuizen was een fenomeen ten tijde van de Ierse revolutionaire periode (1919 tot 1923), waarbij minstens 275 landhuizen opzettelijk werden platgebrand, opgeblazen of anderszins verwoest door het Iers Republikeins Leger (IRA).

## Omschrijving
De overgrote meerderheid van de huizen, in Ierland bekend als 'Big Houses', behoorden tot de protestantse Anglo-Ierse aristocratie. De huizen van enkele rooms-katholieke unionisten, vermoedelijke informanten en leden of aanhangers van de nieuwe regering van de Ierse Vrijstaat waren ook het doelwit. Hoewel de praktijk van het verwoesten van landhuizen door de IRA reeds begon in de Ierse Onafhankelijkheidsoorlog, werden de meeste gebouwen vernietigd tijdens de Ierse Burgeroorlog (1922-1923). Thans zijn de meeste van de verwoeste gebouwen ruines of zijn ze gesloopt. Sommige werden door hun eigenaars gerestaureerd, zij het vaak in een meer bescheiden omvang, of werden later herbouwd en herbestemd.